# Гренада на літніх Олімпійських іграх 2016
Гренаду на літніх Олімпійських іграх  2016 представляли 7 спортсменів у 2 видах спорту. Вони вибороли одну срібну медаль. 

## Медалісти
| Медалі | Спортсмени    | Вид спорту     | Дисципліна             | Дата      |
| ------ | ------------- | -------------- | ---------------------- | --------- |
| Срібло | Кірані Джеймс | Легка атлетика | біг на 400 м (чоловіки | 14 серпня |

## Спортсмени
| Дисципліна     | Чоловіки | Жінки | Разом |
| -------------- | -------- | ----- | ----- |
| Легка атлетика | 4        | 1     | 5     |
| Плавання       | 1        | 1     | 2     |
| Разом          | 5        | 2     | 7     |

## Легка атлетика
Трекові і шосейні дисципліни
| Спортсмен      | Дисципліна             | Кваліфікація/ гіт | Кваліфікація/ гіт | Півфінал   | Півфінал   | Фінал      | Фінал      |
| Спортсмен      | Дисципліна             | Результат         | Місце             | Результат  | Місце      | Результат  | Місце      |
| -------------- | ---------------------- | ----------------- | ----------------- | ---------- | ---------- | ---------- | ---------- |
| Кірані Джеймс  | біг на 400 м, чоловіки | 44.93             | 1 Q               | 44.02      | 1 Q        | 43.76      | 2          |
| Брейлон Таплін | біг на 400 м, чоловіки | 45.15             | 1 Q               | 44.44      | 1 Q        | 44.45      | 7          |
| Каніка Беклс   | біг на 400 м, жінки    | 52.41             | 5                 | не пройшла | не пройшла | не пройшла | не пройшла |

Десятиборство
| Athlete       | Event     | 100 м | стрибки у довжину | штовхання ядра | стрибки у висоту | 400 м    | 110 м з перешкодами | метання диска | стрибки з жердиною | метання списа | 1500 м     | Фінал | Місце |
| ------------- | --------- | ----- | ----------------- | -------------- | ---------------- | -------- | ------------------- | ------------- | ------------------ | ------------- | ---------- | ----- | ----- |
| Курт Фелікс   | Результат | 10.93 | 7.42              | 14.77          | 2.07             | 49.14 SB | 14.79               | 45.10         | 4.50               | 69.92 PB      | 4:30.53 PB | 8323  | 9     |
| Курт Фелікс   | Бали      | 876   | 915               | 776            | 868              | 855      | 875                 | 769           | 760                | 888           | 741        | 8323  | 9     |
| Ліндон Віктор | Результат | 10.83 | 7.11              | 14.80          | 1.98             | 49.80    | 15.74               | 53.24         | 4.40               | 63.54         | 4:44.73    | 7998  | 16    |
| Ліндон Віктор | Бали      | 899   | 840               | 777            | 785              | 824      | 762                 | 938           | 731                | 791           | 651        | 7998  | 16    |

## Плавання
| Спортсмен        | Дисципліна              | Гіт     | Гіт   | Півфінал   | Півфінал   | Фінал      | Фінал      |
| Спортсмен        | Дисципліна              | Час     | Місце | Час        | Місце      | Час        | Місце      |
| ---------------- | ----------------------- | ------- | ----- | ---------- | ---------- | ---------- | ---------- |
| Корі Олівьєррі   | 100 м брасом, чоловіки  | 1:08.68 | 46    | не пройшов | не пройшов | не пройшов | не пройшов |
| Ореолува Черебін | 100 м батерфляєм, жінки | 1:10.40 | 41    | не пройшов | не пройшов | не пройшов | не пройшов |